# Dimeracris
Dimeracris is een geslacht van rechtvleugeligen uit de familie veldsprinkhanen (Acrididae). De wetenschappelijke naam van dit geslacht is voor het eerst geldig gepubliceerd in 1993 door Niu & Zheng.

## Soorten
Het geslacht Dimeracris  is monotypisch en omvat slechts de volgende soort:
- Dimeracris prasina (Niu & Zheng, 1993)